# Giải mã mê cung (phim)
Giải mã mê cung (tựa gốc tiếng Anh: The Maze Runner) là một bộ phim hành động khoa học viễn tưởng Mỹ năm 2014 của đạo diễn Wes Ball dựa trên cuốn sách cùng tên xuất bản năm 2009 của James Dashner. Các diễn viên chính trong phim bao gồm Dylan O'Brien, Kaya Scodelario, Thomas Brodie-Sangster và Will Poulter. Phim dự kiến được phát hành ngày 19 tháng 9 năm 2014 ở Hoa Kỳ bởi 20th Century Fox.

## Nội dung
Một thiếu niên nam tỉnh dậy bên trong thang ngầm không nhớ mình là ai. Một nhóm nam thanh niên chào đón anh ở một bãi cỏ lớn được gọi là Trảng ("Glade") với tường đá cao. Các Trảng Viên ("Gladers") đã hình thành một xã hội thô sơ với mỗi người có nhiệm vụ chuyên môn. Lãnh đạo của họ, Alby, nói rằng mỗi cậu cuối cùng đã nhớ lại tên của mình nhưng không nhớ quá khứ của mình. Cậu bé biết rằng một Mê cung rộng lớn bao xung quanh, muốn thoát phải vượt qua mê cung đó là cách duy nhất. Trong ngày, một nhóm người, Tầm Đạo Sinh ("Runners"), sẽ tìm kiếm trong Mê cung một lối thoát, trở về trước khi trời tối khi cửa ra vào đóng hẳn.
Trong khi trong một cuộc đấu vật với một người tên là Gally, cậu bé đột nhiên nhớ lại tên của mình: Thomas. Ngày hôm sau, cậu bị tấn công bởi Ben, một Runner đang mê sảng vì bị cắn bởi một Griever - sinh vật kỹ thuật hữu cơ đi lang thang Mê cung vào ban đêm và tìm kiếm những kẻ bị nhốt trong đó để ăn thịt. Ben bị buộc đẩy vào Mê cung và để làm mồi cho Griever vì không có cách chữa trị vết thương. Alby và Minho, lãnh đạo các Runner, theo sau các dấu chân của Ben bên trong Mê cung. Minho lại xuất hiện vào lúc hoàng hôn kéo Alby, đang đau nhức, nhưng họ không thể tới được lối vào đóng cửa kịp thời gian. Thomas chạy vào Mê cung để giúp đỡ, và ba người bị mắc kẹt. Khi đang loay hoay tìm cách thoát thì ba người họ gặp phải một con Griever, hai người họ phải treo tạm Alby trên một cành dây leo bám trên tường. Thomas dụ con Griever đó vào một hành lang đang đóng cửa, khiến nó bị nghiền nát. Bộ ba sống sót qua đêm, trở về vào sáng hôm sau.
Cô gái đầu tiên đến ở trong thang máy. Cô nhận ra Thomas, mặc dù cậu không thể nhớ cô ấy. Thomas, Minho và những người khác vào Mê cung, xác định vị trí xác chết Griever mà chính Thomas giết, và tìm thấy một thiết bị cơ khí có tiếng bíp từ bên trong nó. Gally tuyên bố Thomas đã hủy hoại sự hòa bình mong manh giữa các Trảng Viên và các Grievers và mong muốn Thomas bị trừng phạt, nhưng Newt, phó lãnh đạo của nhóm, thay vào đó chỉ định Thomas là một Runner. Minho cho Thomas thấy một mô hình xây dựng của Mê Cung được dựa trên thăm dò trước đó. Phần được đánh số của Mê mở và đóng trong một chuỗi thứ tự nhất định. Thomas nhận ra rằng các thiết bị tương ứng với một phần trong Mê cung.
Teresa có hai ống tiêm chứa một chất. Một ống được sử dụng trên Alby, và cậu hồi phục từ nọc Griever. Minho và Thomas mạo hiểm trở lại vào Mê cung với các thiết bị và tìm thấy một lối thoát khả thi. Đêm đó, lối vào Mê cung không đóng, cho phép Grievers đổ bộ vào. Một vụ thảm sát xảy ra sau đó là cuộc đấu tranh của các Gladers để chống lại hoặc lẩn trốn. Alby, Zart, và nhiều người khác bị giết.
Sau đó, Gally tấn công Thomas và đổ lỗi cho cậu vì tất cả những gì đã xảy ra. Thomas, người đã bộ nhớ bị ngắt kết nối từ khi đến, tự đâm mình với ngòi Griever bị cắt đứt để tìm lại ký ức của mình. Những người khác cứu cậu bằng ống tiêm còn lại. Bất tỉnh, cậu nhớ lại rằng cậu và Teresa làm việc cho tổ chức tạo ra mê cung, W.I.C.K.E.D.; các cậu đã được chọn làm đối tượng nghiên cứu cho một thí nghiệm. Thomas tỉnh dậy và cho với Newt, Minho, Chuck, và Teresa biết rằng cậu và Teresa đã làm việc với W.I.C.K.ED. và nghiên cứu mọi người trong nhiều năm.
Sau đó, Gally nắm quyền chỉ huy đã lệnh và dự định sẽ cống nạp Thomas và Teresa cho Grievers để khôi phục lại hòa bình. Một số Gladers tạo thành một nhóm và giải thoát họ. Họ tiếp cận Mê cung trong một nỗ lực để tìm một lối thoát, trong khi Gally và một vài người khác từ chối để ở lại. Chiến đấu với Grievers, một số người bị giết. Những người sống sót cuối cùng tới một phòng thí nghiệm đầy xác người chết. Trong một video ghi âm, một phụ nữ tên là Ava Paige giải thích rằng hành tinh này đã bị tàn phá bởi một ngọn lửa năng lượng mặt trời lớn, theo sau là một đại dịch của một loại virus chết người được gọi là Hỏa Khuẩn (Nhật trùng hoặc Flare). Mọi người biết rằng họ là một phần của thí nghiệm nghiên cứu tìm ra thuốc chữa. Paige tự bắn mình khi phòng thí nghiệm bị tấn công bởi những một nhóm người có vũ trang.
Gally bất ngờ xuất hiện với một khẩu súng và trở nên mê sảng do bị Griever chích. Cậu phải ở trong mê cung và nhằm Thomas. Minho giết Gally trong khi Chuck chết bảo vệ Thomas. Một số người vũ trang bịt mặt xông vào và đưa cả nhóm đến một máy bay trực thăng. Các máy bay trực thăng bay trên một khu đất hoang sa mạc rộng lớn và tiếp cận một thành phố bị phá hỏng. Cảnh này kết thúc với cuộc họp các nhà khoa học được cho là đã chết trong một căn phòng. Paige thấy rằng cuộc thử nghiệm đã thành công; những người sống sót đang bước vào giai đoạn hai.

## Phân vai
- Dylan O'Brien vai Thomas[5]
- Thomas Brodie-Sangster vai Newt[6]
- Kaya Scodelario vai Teresa Agnes[7]
- Will Poulter vai Gally
- Ki Hong Lee vai Minho
- Blake Cooper vai Chuck[8]
- Aml Ameen vai Alby[9]
- Alexander Flores vai Winston
- Jacob Latimore vai Jeff [10]
- Chris Sheffield vai Ben[11]
- Dexter Darden vai Frypan
- Randall D. Cunningham vai Clint[12]
- Joe Adler vai Zart
- Patricia Clarkson vai Chancellor Ava Paige[13]